# Quintana del Castillo
Quintana del Castillo ist ein nordspanischer Ort und eine Gemeinde (municipio) mit 717 Einwohnern (Stand: 2024) in der Provinz León in der Autonomen Gemeinschaft Kastilien-León. Neben dem Hauptort Quintana del Castillo besteht die Gemeinde aus den Ortschaften Abano, Castro de Cepeda, Donillas, Escuredo, Ferreras, Morriondo, Palaciosmil, Riofrío, San Feliz de las Lavanderas, La Veguellina, Villameca und Villarmeriel.

## Lage und Klima
Quintana del Castillo liegt in einer Höhe von ca. 1010 m in der westleonesischen Hochebene (meseta) etwa 55 Kilometer in westnordwestlicher Richtung von León entfernt. Das Klima ist gemäßigt bis warm; Regen (ca. 848 mm/Jahr) fällt überwiegend im Winterhalbjahr.

## Bevölkerungsentwicklung
| Jahr      | 1970 | 1981 | 1991 | 2001 | 2011 | 2021 |
| Einwohner | 2325 | 2023 | 1380 | 1073 | 875  | 719  |

Aufgrund der zunehmenden Mechanisierung der Landwirtschaft und der Aufgabe zahlreicher bäuerlicher Kleinbetriebe in der zweiten Hälfte des 20. Jahrhunderts fehlten mehr und mehr Arbeitsplätze, was eine immer noch anhaltende Landflucht auslöste.

## Sehenswürdigkeiten
- Julianuskirche in Quintana del Castillo
- Felixkirche in San Feliz de las Lavanderas

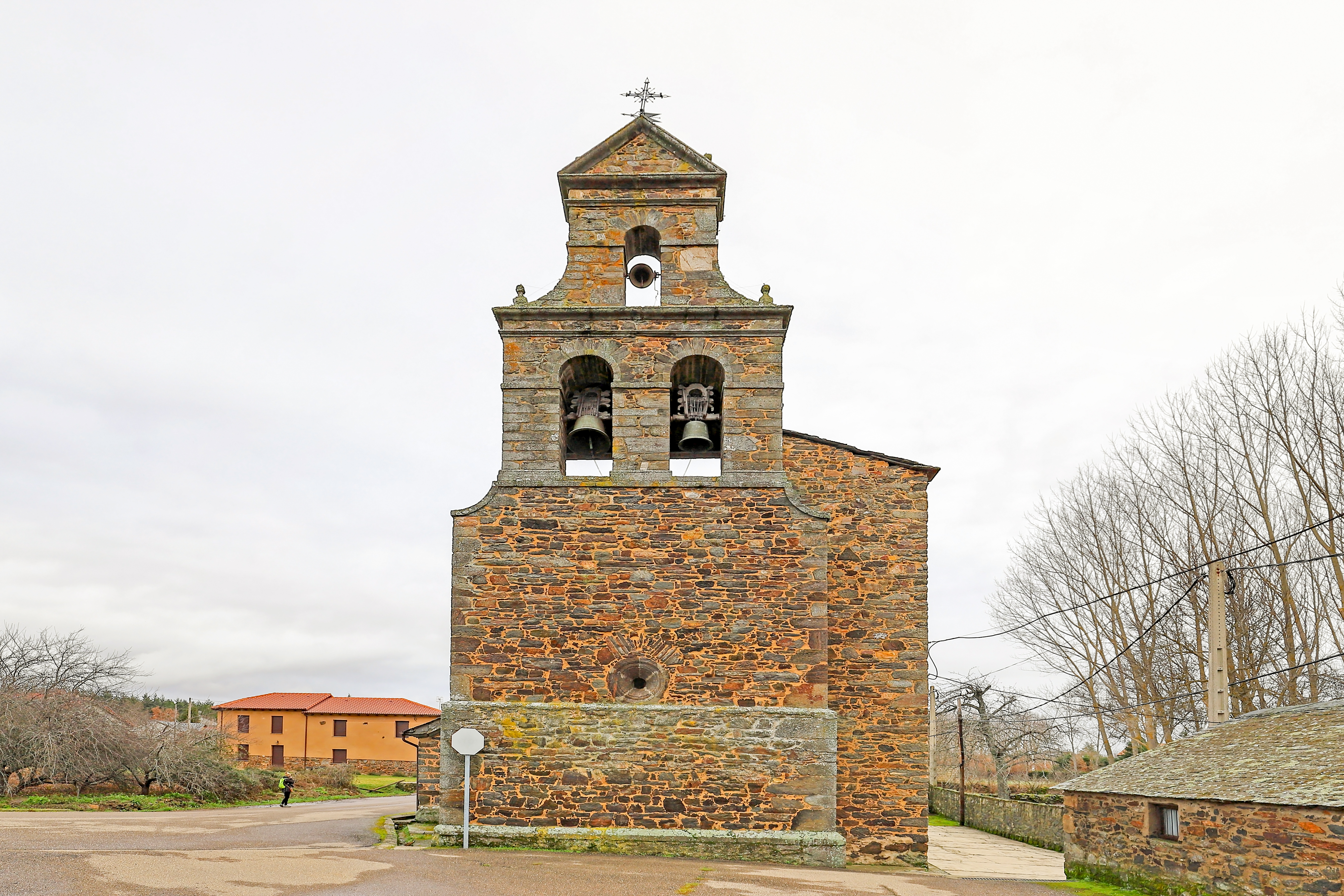
Julianuskirche
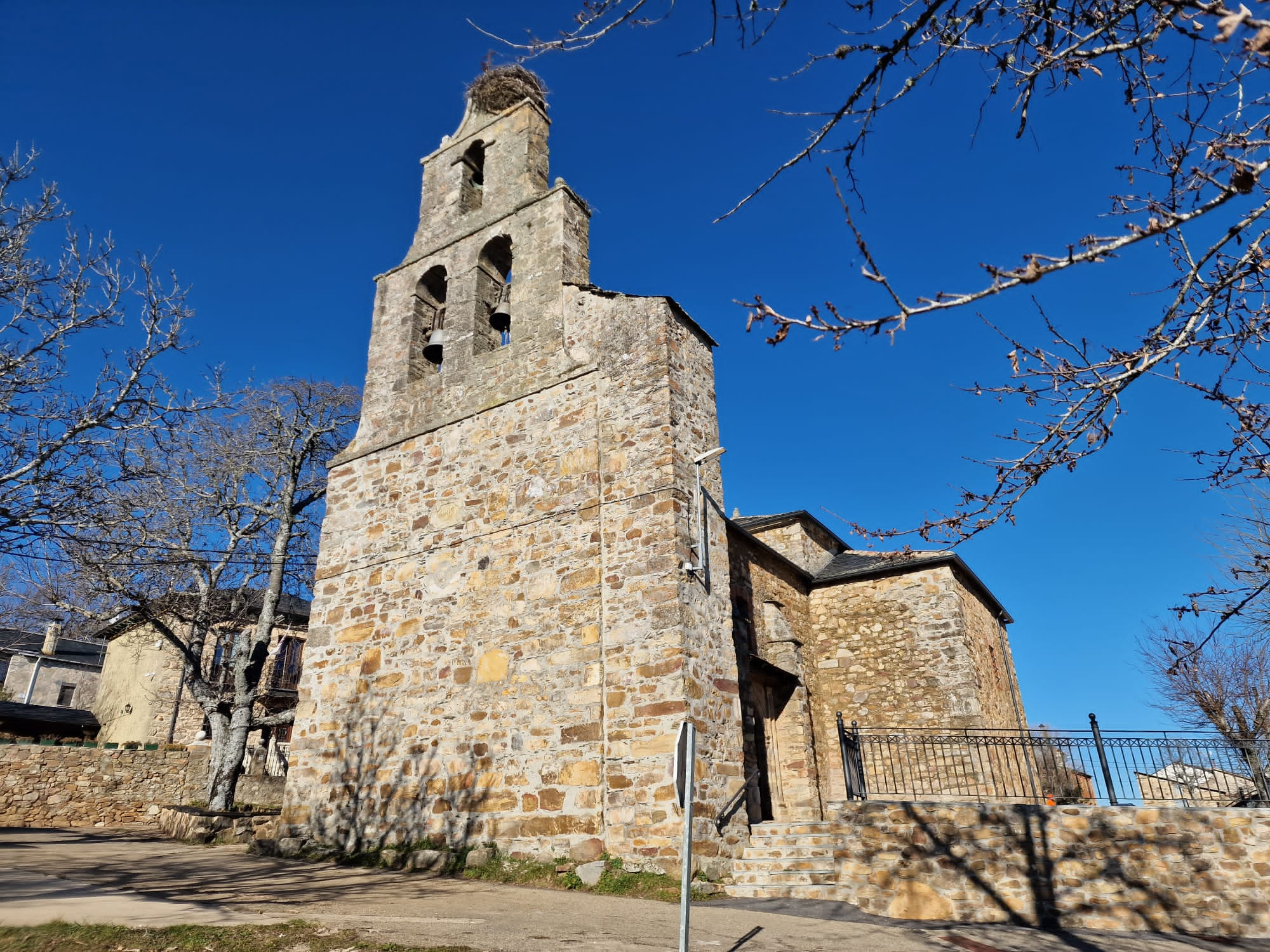
Felixkirche
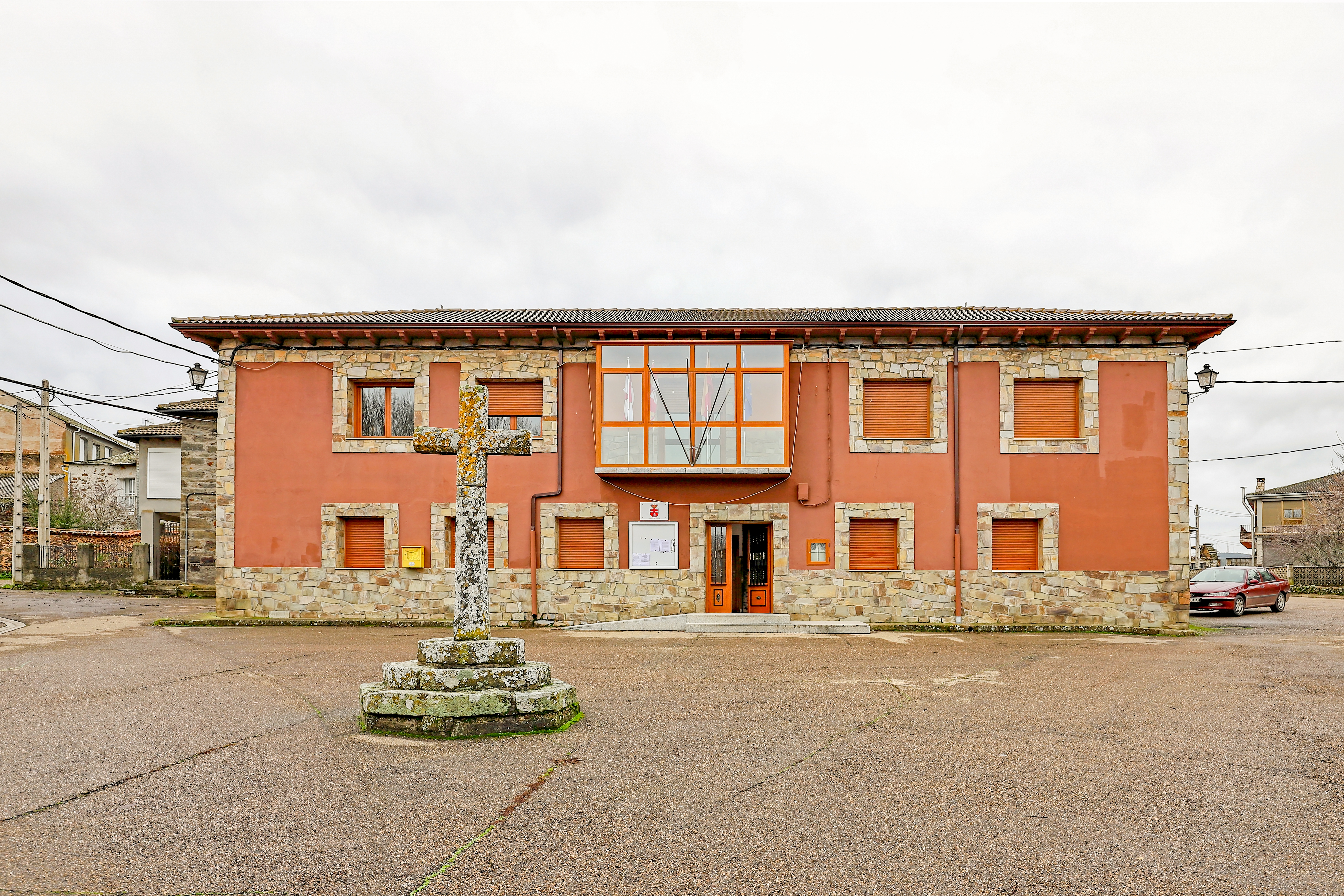
Rathaus